# Citrinophila pallida
Citrinophila pallida är en fjärilsart som beskrevs av Hawker-smith 1933. Citrinophila pallida ingår i släktet Citrinophila och familjen juvelvingar. Inga underarter finns listade i Catalogue of Life.